# توشه لاک‌پشت و دام دام
توشه لاک‌پشت و دام دام (انگلیسی: Touché Turtle and Dum Dum) یکی از بخش‌هایِ سه‌گانهٔ «مجموعه کارتون‌های جدید هانا-باربارا» بود که در سال ۱۹۶۲ میلادی توسط کمپانیِ هانا-باربرا تولید و پخش شد.
این مجموعهٔ، دو شخصیت اصلی داشت: «توشه لاک‌پشت» (با صدای بیل تامپسون) و یک سگِ گله به نام «دام دام» (با صدای آلن رید). این‌دو شخصیت در ضمن، در کارتون یوگی و دوستان هم حضور داشتند.
«توشه لاک‌پشت و دام دام» دو مرتبه در دهه‌های ۷۰ و ۸۰ میلادی در بریتانیا توسط شبکهٔ بی‌بی‌سی به روی آنتن رفت.
در ایران نیز، این مجموعه در دههٔ ۵۰ خورشیدی، با دوبلهٔ فارسی از تلویزیون ملی ایران پخش شد.